# Municipio de Guichón
El municipio de Guichón es uno de los municipios del departamento de Paysandú, Uruguay. Tiene su sede en la ciudad de igual nombre.

## Ubicación
El municipio se encuentra localizado en la zona sureste del departamento de Paysandú, limitando al sur con el departamento de Río Negro, y al este con el de Tacuarembó.

## Características
El municipio de Guichón fue creado por Ley N.º 18.653 del 15 de marzo de 2010, y forma parte del departamento de Paysandú. Comprende los distritos electorales KEA, KEB, KEC, y KED de ese departamento. Sus límites quedaron determinados a través del Decreto 6063/2010 de la Junta Departamental de Paysandú.
El territorio correspondiente a este municipio comprende un área total de 1670.1 km², y alberga una población de 6860 habitantes de acuerdo a datos del censo del año 2011, lo que implica una densidad de población de 4.1 hab/km².
Forman parte del municipio las siguientes localidades:
- Guichón
- Morató
- Piñera
- Merinos
- Tres Árboles
- Beisso
- Tiatucurá
- Cuchilla de Fuego
- Termas de Almirón

## Autoridades
La autoridad del municipio es el Concejo Municipal, compuesto por el Alcalde y cuatro Concejales.
Alcaldes según período:
| Nº | Alcalde                 | Partido             | Inicio del mandato      | Fin del mandato         | Observaciones       | Concejales                                                                              |
| -- | ----------------------- | ------------------- | ----------------------- | ----------------------- | ------------------- | --------------------------------------------------------------------------------------- |
| 1  | María de Lourdes Suárez | Partido Nacional PN | 9 de julio de 2010      | 8 de julio de 2015      | Alcaldesa elegida   |                                                                                         |
| 2  | María de Lourdes Suárez | Partido Nacional PN | 9 de julio de 2015      | 26 de noviembre de 2020 | Alcaldesa reelegida | Eduardo Rivero (PN) Marcelo Cravea (PN) David Helguera (PC) Alfredo García Techera (FA) |
| 3  | Martin Álvarez Suárez   | Partido Nacional PN | 27 de noviembre de 2020 | 2025                    | Alcalde elegido     | David Helguera (PC) Beatriz Moreira (PC) Nicolás Parra (PN) Álvaro Melo (PN)            |